# 黄春辉
黄春辉（1933年5月4日—），中国无机化学家。生于河北邢台，籍贯江西吉安。1955年毕业于北京大学化学系。北京大学化学学院教授及复旦大学先进材料实验室教授。2001年当选为中国科学院院士。